# Guaitarilla
Guaitarilla é um município da Colômbia, localizado no departamento de Nariño.